# 麻奈文奴
麻奈文奴（まな もんぬ、朝鮮語: 마나문노、生没年未詳）は、百済の瓦博士。イラン（ペルシア）系西域から中国南朝を経て百済に寄留していたイラン系（ペルシア）胡人かその子孫とみられる。伊藤義教は、「麻奈文奴」をパフラヴィー語「mān - hahumbān」＝「家（man)を葺く人＝家瓦葺工人」の音写とみている。

## 人物
『日本書紀』崇峻元年の条は、588年（威徳王35年）に、恩率の首信・徳率の蓋文・那率の福富味身ら修信使の一行として、慧聡ら僧侶たち、寺工の太良未太、文賈古子、鑪盤博士の白昧淳、瓦博士の陽貴文、㥄貴文、昔麻帝弥、画工の白加、陽古などとともに百済が倭国へ派遣したと伝える。こうした百済の提供した工人の技術を得て、法興寺が造営された。
伊藤義教、井本英一などは、復原した人名の原語に差異がみられるものの、百済が倭国へ貢した寺工の太良未太、文賈古子、鑪盤博士の白昧淳、瓦博士の麻奈文奴、陽貴文、㥄貴文、昔麻帝弥、画工の白加、陽古などの工人たちはいずれもイラン系（ペルシア）胡人である点では意見が一致している。
百済は、高句麗、新羅と比較しても中国南朝との交渉が盛んであり、黄海を渡れば近いという地勢的な事情により、中国南朝からの渡来人も多かった。『梁書』列伝東夷条の新羅に関する記述に「語言待百済而後通焉」とあり、中国人が新羅人と会話するときは、百済人を通訳にたてるのが常であった。百済が中国江南と密接な交流があったことは、インドの僧摩羅難陀によって東晋から仏教が伝えられたことからも明らかであるが、中国南朝には早い時代からイラン系（ペルシア）胡人、アラブ人商人たちが進出しており、法興寺の造営に携わった百済の工人たちも、そのような経路をとって百済に至ったイラン系（ペルシア）胡人か、その子孫とみられる。
鄭僑源は、「今日に於ては、内鮮人間の氏名などが、著しく相違するので、まるで血族的交渉がない様に見えるが、決して左にあらず。中古以前は姓名も両者殆んど同一であったのである。例へば蘇我馬子が日本最初の寺院として建立した法興寺の工事のために百済から呼んだ工匠、即ち太良未太、文賈古子の姓名の如き、又瓦工の麻奈文奴とか聖明王時代日本に使せる紀臣奈率弥麻沙、物部施徳麻奇牟、河内部阿斯比多の如き、又百済滅亡の時の将軍鬼室福信の如き、何れも今の朝鮮式の姓名とは凡て異り、むしろ日本的であるといふことができるのである」と述べている。